# Победовское сельское поселение
Победовское се́льское поселе́ние — муниципальное образование в Нововаршавском районе Омской области Российской Федерации.
Административный центр — село Победа.

## История
Статус и границы сельского поселения установлены Законом Омской области от 30 июля 2004 года № 548-ОЗ «О границах и статусе муниципальных образований Омской области»

## Население
| 2010  | 2011  | 2012  | 2013  | 2014  | 2015  | 2016  |
| ----- | ----- | ----- | ----- | ----- | ----- | ----- |
| 2106  | ↘2105 | ↘2086 | ↘2032 | ↘1977 | ↘1965 | ↘1955 |
| 2017  | 2018  | 2019  | 2020  | 2021  | 2023  |       |
| ↘1932 | ↘1917 | ↘1889 | ↘1835 | ↘1765 | ↘1695 |       |

## Состав сельского поселения
| № | Населённый пункт | Тип населённого пункта       | Население |
| - | ---------------- | ---------------------------- | --------- |
| 1 | Дробышево        | село                         | ↘322      |
| 2 | Каразюк          | аул                          | 410       |
| 3 | Моисеевка        | деревня                      | ↘181      |
| 4 | Молодёжное       | деревня                      | 114       |
| 5 | Победа           | село, административный центр | 1079      |